# Eleazaro ben Dinai
Eleazaro ben Dinai (fl. 35-60) fu un ribelle ebreo nella Palestina dominata dai Romani, capo degli Zeloti.
Nel 45/46, quando il procuratore della Giudea romana era Cuspio Fado, gli ebrei di Perea ebbero degli scontri con i pagani della città di Filadelfia; Fado fece uccidere Annibas, uno dei tre capi della rivolta, e fece esiliare gli altri due, Amram ed Eleazaro ben Dinai.
Questo Eleazaro è identificato con quell'Eleazaro ben Dinai che fu chiamato in aiuto dagli ebrei, molestati da samaritani ostili mentre attraversavano la Samaria: Eleazaro ben Dinai, in ritorsione, scese dalle montagne attaccando la regione dell'Acrabatene. Il procuratore Marco Antonio Felice riuscì a ingannare Eleazaro e la sua banda, catturandoli e inviandoli a Roma in catene.